# Teresa Tavares
Pour les articles homonymes, voir Teresa et Tavares.
Teresa Tavares, née le 29 décembre 1982, est une actrice portugaise.

## Biographie
Teresa Tavares est connue pour son rôle de Catarina Marques dans la telenovela Laços de Sangue, ainsi que pour son rôle de Becas Brito dans la telenovela Valor da Vida (pt). 
Le couple formé par Cláudia Folque (Susana Arrais) et Becas Brito est désigné par le mot-valise Claudecas par les fans.

## Filmographie
- 2000-2001 : Jardins Proibidos (série télévisée) : Sofia (148 épisodes)
- 2001-2002 : A Minha Familia É Uma Animação (série télévisée) : Cláudia (11 épisodes)
- 2001-2003 : Anjo Selvagem (série télévisée) : São (410 épisodes)
- 2003-2004 : Morangos com Açúcar (série télévisée) : Mónica Rebelo (354 épisodes)
- 2004 : Inspector Max (série télévisée) : Rosa
- 2006 : Estranho (série télévisée)
- 2005-2006 : Os Serranos (série télévisée) : Inês Lagoa (38 épisodes)
- 2006 : Câmara Café (série télévisée) : Rita Simões
- 2007 : Jura (série télévisée) : Rute (4 épisodes)
- 2007 : Nome de Código: Sintra (série télévisée) : Isabel (3 épisodes)
- 2007 : Floribella (série télévisée) : Carmo (43 épisodes)
- 2007 : Voyeur 2 (court métrage)
- 2007 : Santuário (court métrage)
- 2008 : Uma Outra Noite (court métrage)
- 2008 : Nuit de chien
- 2008 : Inoportuno (court métrage)
- 2008 : Casos da Vida (série télévisée) : Bárbara Andrade
- 2008 : Off (court métrage) : Inês
- 2008-2009 : Conta-me como foi (série télévisée) : Teresa (2 épisodes)
- 2009 : Star Crossed : Inês Silva
- 2009 : Abrigo (court métrage) : Isabèla
- 2009 : Bazar : Rita
- 2009 : Twist of Fate : Ana
- 2009 : Flor do Mar (série télévisée) : Lurdinhas (136 épisodes)
- 2009 : Jantamos Cedo (court métrage)
- 2009 : Duelo (court métrage)
- 2010 : A Minha Família (série télévisée) : Laura
- 2010 : Síndrome de Stendhal (court métrage)
- 2010 : Valsa (court métrage)
- 2011 : Cuidado com a Língua (série télévisée) : Amiga
- 2011 : Blood of My Blood : Sandra, l'amie d'Ivete
- 2010-2011 : Laços de Sangue (série télévisée) : Catarina Marques (315 épisodes)
- 2011 : O Canto dos Cisnes (court métrage) : la fille
- 2012 : Pai à Força (série télévisée) : Teresa (16 épisodes)
- 2012 : Heresia (série télévisée) : Benedita Lemos
- 2012-2013 : Maternidade (série télévisée) : Olga (2 épisodes)
- 2013 : Collider : Lúcia de Souza
- 2013 : Minha Alma and You (court métrage)
- 2013 : A Resposta é Sempre Não (court métrage vidéo)
- 2014 : The Engagement (court métrage) : Soledad
- 2014 : Swallows (court métrage) : Sara
- 2014 : For the Evening (court métrage) : Nicola
- 2014-2015 : Jardins Proibidos (série télévisée) : Sofia Rosa (310 épisodes)
- 2016 : A Única Mulher (série télévisée) : Iva (8 épisodes)
- 2016 : Dentro (série télévisée) : professeure Isabel (13 épisodes)
- 2017 : Ministério do Tempo (série télévisée) : Urraca
- 2017 : 11 fois Fátima : São
- 2017 : Madre Paula (série télévisée) : Margarida do Monte (13 épisodes)
- 2017 : Fátima: Caminhos da Alma (mini-série) : São (5 épisodes)
- 2017 : Muletas (court métrage) : Paula
- 2017 : A Ponte na Califórnia (court métrage)
- 2018 : Júlia (téléfilm) : Júlia
- 2018 : 1986 (série télévisée) : Alice (13 épisodes)
- 2018 : Circo Paraíso (série télévisée) : Teresa (13 épisodes)
- 2018 : Idiotas, ponto (série télévisée) : Rita (3 épisodes)
- 2018-2019 : Onde Está Elisa? (série télévisée) : Raquel Soares (125 épisodes)
- 2018-2019 : Valor da Vida (série télévisée) : Gabriela "Becas" Brito (199 épisodes)
- 2019 : You Above All
- 2019 : Segredos que Matam (série télévisée) : Aline Matias
- 2021 : Jusqu'a ce que la vie nous sépare (Até Que a Vida Nos Separe) (mini-série télevisée Netflix sortie en 2022) : Natália